# Ptychadena
Genre
Synonymes
- Limnophilus Fitzinger, 1843
- Abrana Parker, 1931 "1930"

Ptychadena est un genre d'amphibiens de la famille des Ptychadenidae.

## Répartition
Les 50 espèces de ce genre se rencontrent en Égypte et en Afrique subsaharienne à l'exception de l'extrême sud de l'Afrique du Sud. Des espèces ont été introduites à Madagascar, aux Seychelles et aux Mascareignes.

## Liste d'espèces
Selon Amphibian Species of the World (25 juillet 2013) :
- Ptychadena aequiplicata (Werner, 1898)
- Ptychadena anchietae (Bocage, 1868)
- Ptychadena ansorgii (Boulenger, 1905)
- Ptychadena arnei Perret, 1997
- Ptychadena bibroni (Hallowell, 1845)
- Ptychadena boettgeri (Pfeffer, 1893)
- Ptychadena broadleyi Stevens, 1972
- Ptychadena bunoderma (Boulenger, 1907)
- Ptychadena christyi (Boulenger, 1919)
- Ptychadena chrysogaster Laurent, 1954
- Ptychadena cooperi (Parker, 1930)
- Ptychadena erlangeri (Ahl, 1924)
- Ptychadena filwoha Largen, 1997
- Ptychadena gansi Laurent, 1965
- Ptychadena grandisonae Laurent, 1954
- Ptychadena guibei Laurent, 1954
- Ptychadena harenna Largen, 1997
- Ptychadena hylaea Schmidt & Inger, 1959
- Ptychadena ingeri Perret, 1991
- Ptychadena keilingi (Monard, 1937)
- Ptychadena longirostris (Peters, 1870)
- Ptychadena mahnerti Perret, 1996
- Ptychadena mapacha Channing, 1993
- Ptychadena mascareniensis (Duméril & Bibron, 1841)
- Ptychadena mossambica (Peters, 1854)
- Ptychadena nana Perret, 1980
- Ptychadena neumanni (Ahl, 1924)
- Ptychadena newtoni (Bocage, 1886)
- Ptychadena nilotica (Seetzen, 1855)
- Ptychadena obscura (Schmidt & Inger, 1959)
- Ptychadena oxyrhynchus (Smith, 1849)
- Ptychadena perplicata Laurent, 1964
- Ptychadena perreti Guibé & Lamotte, 1958
- Ptychadena porosissima (Steindachner, 1867)
- Ptychadena pujoli Lamotte & Ohler, 1997
- Ptychadena pumilio (Boulenger, 1920)
- Ptychadena retropunctata (Angel, 1949)
- Ptychadena schillukorum (Werner, 1908)
- Ptychadena stenocephala (Boulenger, 1901)
- Ptychadena straeleni (Inger, 1968)
- Ptychadena submascareniensis (Guibé & Lamotte, 1953)
- Ptychadena subpunctata (Bocage, 1866)
- Ptychadena superciliaris (Günther, 1858)
- Ptychadena taenioscelis Laurent, 1954
- Ptychadena tellinii (Peracca, 1904)
- Ptychadena tournieri (Guibé & Lamotte, 1955)
- Ptychadena trinodis (Boettger, 1881)
- Ptychadena upembae (Schmidt & Inger, 1959)
- Ptychadena uzungwensis (Loveridge, 1932)
- Ptychadena wadei Largen, 2000

## Publication originale
- Boulenger, 1917 : Sur la conformation des phalangettes chez certaines grenouilles d'Afrique. Comptes rendus hebdomadaires des séances de l'Académie des sciences, Paris, vol. 165, p. 987-990 (texte intégral).